# Мильтиад Младший
Мильтиа́д (др.-греч. Μιλτιάδης; ок. 550—489 гг. до н. э.) — афинский государственный деятель, полководец периода греко-персидских войн (500—449 гг. до н. э.), тиран Херсонеса Фракийского (около 520—493 гг. до н. э.), сын Кимона Старшего (который был сводным братом Мильтиада Старшего), отец Кимона Младшего.
Мильтиад происходил из древнего аристократического рода Филаидов. В 524 г. до н. э. был избран архонтом-эпонимом в Афинах, а затем (с 520 года до н. э.) управлял в качестве тирана фракийским Херсонесом как наследник Мильтиада Старшего. В 513 году до н. э. был вынужден стать вассалом персидского царя Дария Гистаспа и сопровождал его в походе на скифов и был вместе с другими греками оставлен охранять построенный персами мост на реке Дунай. Во время Ионийского восстания Мильтиаду пришлось покинуть Херсонес и уплыть в Афины. В Афинах он был обвинён в том, что был тираном во Фракии, но был оправдан.
После суда Мильтиад становится одним из самых влиятельных политиков Афин. В 490 году до н. э. Мильтиад был избран в коллегию стратегов. В том же году Дарий отправил экспедицию в Эгейское море, целью которой было покорение Афин. Знакомый с персидской тактикой, Мильтиад убедил военный совет дать сражение персам в открытом поле; получив благодаря добровольной уступчивости остальных стратегов в свои руки главное начальство над войском, Мильтиад воспользовался всеми выгодами местоположения и, сильным напором ошеломив персов, одержал победу над ними в битве при Марафоне.
В следующем году Мильтиад предложил начать поход на Кикладские острова. Под его предводительством афиняне осадили остров Парос, но блокада окончилась неудачей; сам Мильтиад был ранен и вернулся в Афины, не добившись никаких результатов. Он был обвинён в «обмане народа» и приговорен к штрафу в 50 талантов и вскоре умер от полученных при осаде Пароса ран.

## Обзор источников
Главным источником, повествующим о жизни Мильтиада, является «История» Геродота. Геродот описал происхождение Мильтиада, деяния его ближайших предков и родственников, первый афинский и херсонесский периоды его жизни, а наиболее подробно описал последний этап его карьеры — время наибольшей славы Мильтиада. При этом у Геродота не представлено единого и связного повествования о Мильтиаде. Это, скорее, цепь отдельных экскурсов, которые характерны для труда Геродота.
Большинство сведений о Мильтиаде в более поздних источниках прямо или косвенно восходят к Геродоту. Впрочем, в этих источниках упоминаются и некоторые новые детали его биографии. Однако их достоверность невозможно точно определить. Образ Мильтиада вместе со складыванием традиции о нём всё более подвергался мифологизации. Его образ становился предметом пропагандистской борьбы, знаменем каких-либо тенденций, что не способствовало становлению объективного отношения к нему.
Римский биограф I века до н. э. Корнелий Непот написал биографию Мильтиада, которая открывает его сборник «О великих иноземных полководцах». Это жизнеописание малоинформативное и не совсем достоверное. Оно представляет собой смесь сведений из «Истории» Геродота и домыслов автора. В нём большое количество путаницы и несообразностей. Так, Непот смешивает двух Мильтиадов — Старшего и Младшего, объединяя их в одно лицо. Неизвестно, написал ли жизнеописание Мильтиада Плутарх. Из 71 написанных им биографий уцелело 50. В любом случае, даже если Плутарх написал его жизнеописание, оно не сохранилось.

## Первый афинский период жизни. Происхождение
Мильтиад, сын Кимона, из дема Лакиады родился в Афинах в середине VI в. до н. э. Точная дата его рождения неизвестна. Чаще всего датой его рождения условно называют 550 г. до н. э. Хотя скорее всего, он родился не позже 554 г. до н. э., так как в 524/523 г. до н. э. занимал должность архонта-эпонима, которую могли занимать лица, достигшие тридцатилетнего возраста.
Мильтиад происходил из знатного аристократического рода Филаидов. Представители этого рода возводили своё происхождение к сыну Зевса Эаку. У Эака был внук, Аякс, царь Саламина, а сыном или внуком последнего был Филей, переселившийся в Аттику и ставший родоначальником Филаидов. Ещё в архаическую эпоху представители этого рода были известными политическими деятелями Афин.
Двумя крупнейшими представителями рода Филаидов были дядя и отец Мильтиада. Дядей Мильтиада был Мильтиад, сын Кипсела, которого обычно называют Мильтиадом Старшим. Он был одним из наиболее влиятельных политических вождей Афин в середине VI в. до н. э. При установлении тирании Писистратидов он не пострадал, но был недоволен ситуацией. Поэтому, воспользовавшись предложением племени долонков стать их вождём, он отплыл на Херсонес Фракийский около 560 года до н. э. Мильтиад стал первым тираном Херсонеса Фракийского из рода Филаидов. В то же время он оставался при этом афинским гражданином и поддерживал связи с Афинами. Возможно, он стал тираном с согласия Писистратидов, которые хотели установить афинский контроль над Северной Эгеидой. Владение полуостровом обеспечивало контроль над стратегически важным проливом Геллеспонт.
Сводным братом Мильтиада Старшего был Кимон, сын Стесагора. Политикой он занимался не очень активно, но преуспел в скачках на колесницах, став трёхкратным олимпийским победителем. Писистратиды, однако, боялись его влияния, и на какое-то время Кимон ушёл в изгнание, а потом вернулся. Он был убит по распоряжению Гиппия и Гиппарха в 524 г. до н. э.
У Кимона было два сына, Стесагор и Мильтиад. Стесагор стал наследником своего бездетного дяди Мильтиада Старшего и после его смерти около 525 г. до н. э. стал тираном Херсонеса Фракийского. Правил он недолго и погиб в войне с Лампсаком около 520 г. до н. э.
В детстве и юности Мильтиад, судя по всему, находился вместе с отцом в изгнании и вернулся в Афины в конце правления Писистрата. В 524 г. до н. э. тираны Гиппий и Гиппарх приказали убить Кимона, но к его сыну демонстративно благоволили. В том же году Мильтиад был избран архонтом-эпонимом.

## Тирания на Херсонесе
Около 520 г. до н. э. погиб тиран Херсонеса Фракийского Стесагор, и Писистратиды, не желая утрачивать контроль над этой областью, отправили туда Мильтиада. Он сумел захватить там власть, устранив недовольных, и вскоре женился на  Гегесипиле, дочери фракийского царя Олора, что обеспечило ему дружественное отношение Фракии.
В 513 г. до н. э. из Азии в Европу переправилась большая персидская армия, возглавляемая царём Дарием I. Двигаясь против скифов, персы покоряли греческие города во Фракии. Большинство правителей этих городов, понимая невозможность сопротивления, добровольно признавали зависимость от персов и присоединялись к походу против скифов. Среди них был и Мильтиад, который сделал этот шаг добровольно и обдуманно. Бежать обратно в Афины он не мог, так как там разгорелась политическая борьба, и тиран Гиппий мог устранить его.
Построив мост через Дунай и переведя по нему своё войско, Дарий I углубился в северопонтийские степи, а охранять переправу оставил сопровождавших его греческих тиранов. Геродот и Непот писали, что Мильтиад принял предложение скифов разрушить мост, оставив Дария в Скифии, а греческим тиранам предложил вернуться в свои города. Против этого выступил милетский тиран Гистией, указавший на то, что они остаются тиранами в своих городах только благодаря Дарию, а в случае поражения персов власть в их городах захватит демос, свергнув их. Остальные тираны согласились с Гистиеем и дождались Дария. Эта история, скорее всего, недостоверна и была придумана Геродотом, чтобы показать Мильтиада в лучшем свете. В пользу этого говорит тот факт, что Дарий никак не наказал Мильтиада после своего возвращения из похода.
Скифы в ответ на поход Дария вторглись на подвластные Персидской державе территории и дошли до Херсонеса. Мильтиад был вынужден бежать в изгнание. Пробыв несколько лет в изгнании, он вернулся на Херсонес и восстановил свою власть. Дата этих событий точно неизвестна ввиду запутанности в изложении Геродота. Возможно, во время изгнания он захватил Лемнос. Об этом событии упомянул Геродот, но не написал, когда это произошло. Мильтиад изгнал с Лемноса ранее населявших его пеласгов и основал на острове поселение афинян. При этом специально подчёркивается, что он прибыл к Лемносу с Херсонеса Фракийского. Возможно, Лемнос уже был завоёван ранее, и Геродот спутал Мильтиада Младшего с Мильтиадом Старшим. Скорее всего, именно на Лемносе Мильтиад и провёл годы изгнания.
В 499 г. до н. э. началось Ионийское восстание. Ионийские греки подняли восстание против персидского владычества. Афиняне и эретрийцы отправили им на помощь 25 кораблей. Хотя афиняне потом отозвали свои корабли, Дарий решил им отомстить. Персы смогли перехватить инициативу и стали подавлять восстание. Ничего не известно о каком-либо участии Мильтиада в восстании. Скорее всего, он выжидал и не предпринимал активных действий. Однако он был афинянином, и у Дария поэтому были сомнения в его лояльности. В 493 г. до н. э. персидский флот продвигался вдоль западного побережья Малой Азии к Херсонесу, по пути захватывая мятежные города. Мильтиад был вынужден бежать.
Он собрал 5 триер, погрузил на них свои сокровища и отплыл из Кардии. Огибая Херсонес, он встретился с финикийскими кораблями. Четырём кораблям удалось проскользнуть, а один попал в руки персам. На этом корабле находился старший сын Мильтиада, Метиох. Дарий благосклонно принял Метиоха и даже пожаловал ему поместье. Мильтиад прибыл на Имброс, а оттуда доплыл до Афин.

## Второй афинский период жизни

### Возвращение
Мильтиад после почти тридцатилетнего отсутствия вернулся в родной город. Афины очень изменились за время его отсутствия: был изгнан Гиппий и ликвидирована тирания, проведены реформы Клисфена и установилась демократия. В полисе набирал силу демос. Теперь уже не только аристократия властвовала в городе, аристократам приходилось считаться с мнением всего народа. Кроме того, у Мильтиада сразу же появились враги, которые увидели в нём политического конкурента.
Сразу после возвращения против него выдвинули обвинение в тирании на Херсонесе. Ещё с архаической эпохи в Афинах существовал закон против тирании, который, судя по всему, и стал правовым основанием для судебного преследования Мильтиада. Кто выступил его обвинителем, неизвестно. Это мог быть Фемистокл, занимавший в то время должность архонта-эпонима, или Ксантипп, возглавлявший политическую группировку Алкмеонидов. Мильтиад оправдался на суде, сказав, что его правление на Херсонесе было направлено на благо Афин.
После суда Мильтиад становится одним из самых влиятельных политиков Афин. Он был избран стратегом и впоследствии переизбирался на эту должность. Причинами такого быстрого возвышения стали его происхождение, то, что он привёз из Херсонеса большие богатства и имел опыт государственной деятельности. В то же время он был тираном, что негативно воспринималось афинянами, и не проявлял особых симпатий к демократии.
Под влиянием внешних причин в Афинах назревал кризис политической линии Алкмеонидов, составляющими которой были вражда со Спартой и примирительные отношения с Персией. Эти два внешнеполитических вопроса были главными в Афинах того времени: отношения со Спартой и отношения с Персией. У разных политических группировок были разные позиции по этому вопросу: группировка Гиппарха, сына Харма, была проспартанской и проперсидской, группировка Алкмеонидов во главе с Ксантиппом была антиспартанской и проперсидской, группировка Фемистокла была антиспартанской и антиперсидской. Мильтиад занял ту позицию, которую не занимала ни одна из группировок: его взгляды были проспартанские и антиперсидские.
Позиции Мильтиада и Фемистокла совпадали в их антиперсидской направленности. Однако методы ведения военных действий очень отличались. Фемистокл уповал на использование морских сил. Мильтиад, напротив, считал, что исход войны будет решён в сухопутных сражениях и потому нужно укреплять боеспособность гоплитской фаланги.
В 491 году до н. э. в Афины прибыли персидские послы с требованием «земли и воды». Они были убиты по инициативе Мильтиада. Этот акт демонстративной жестокости делал войну с персами неизбежной. Кроме того, он противоречил общепринятым нормам неприкосновенности послов. Впрочем, и в Спарте послы были убиты: спартанцы сбросили их в колодец, предложив взять оттуда земли и воды.

### Битва при Марафоне
В 490 году до н. э. персидский царь Дарий I направил в Западную Эгеиду карательную экспедицию под командованием Датиса и Артаферна. Отправившись из Киликии, персы (их численность — около 20 тысяч человек) держали курс по центральной части Эгейского моря, от острова к острову. По пути ими были захвачены несколько стратегически важных центров: Наксос, Делос и др. После 6-дневной осады была взята Эретрия. С Эвбеи персы через узкий пролив Еврип переправились в Аттику и встали лагерем у Марафона. Марафонская равнина была удобна для действий сильной персидской конницы.
Близкая опасность вызвала в Афинах замешательство. Среди афинян были и сторонники сопротивления, и его противники. Мильтиад сумел организовать мобилизацию всех сил для вооружённого сопротивления, проведя через народное собрание псефисму. Псефисма Мильтиада предусматривала призыв в ряды полисного ополчения всех боеспособных граждан-мужчин, а также освобождение некоторого количества рабов для пополнения войска. Несмотря на все усилия, удалось собрать около 9 тысяч гоплитов. Был послан гонец в Спарту с просьбой о помощи, но спартанцы промедлили, ссылаясь на религиозные предписания. Жители беотийского города Платеи отправили на помощь афинянам всё своё ополчение численностью в одну тысячу человек.
«В твоих руках, Каллимах, сделать афинян рабами или же освободить их [...] Ведь с тех пор как существуют Афины, никогда им ещё не грозила столь страшная опасность, как теперь. [...] Мы — десять стратегов — разошлись во мнениях: одни советуют дать битву, а другие — нет. Если мы теперь же не решимся на битву, то я опасаюсь, что нахлынет великий раздор и так потрясёт души афинян, что они подчинятся мидянам. Если же мы сразимся с врагом, прежде чем у кого-либо возникнет гнусный замысел, то мы одолеем, так как ведь существует же божественная справедливость. Всё это теперь в твоей власти и зависит от тебя. Присоединись к моему совету, и твой родной город будет свободен и станет самым могущественным городом в Элладе. А если ты станешь на сторону противников битвы, тогда, конечно, мы погибли».
Афинско-платейские войска выступили к Марафону. Ждать в городе персидские войска было невыгодно: стены были не слишком укреплёнными, и в самом городе могли найтись предатели. Афиняне встали лагерем у Марафона недалеко от персов. Номинальным командующим был архонт-полемарх Каллимах, а в подчинении у него было десять стратегов, которые поочерёдно командовали войском, в том числе Мильтиад. Из них он был самым талантливым, самым опытным и самым энергичным. Среди стратегов шли споры о дальнейших действиях против персов. Мильтиад призывал немедленно дать генеральное сражение. Другие высказались за выжидательную тактику, опасаясь превосходства персидских сил. Мнения стратегов разделились: пятеро выступали за сражение, в том числе Мильтиад и Аристид, пятеро — против. Мильтиад убедил Каллимаха в необходимости немедленного сражения. Затем все стратеги вслед за Аристидом уступили свои дни командования Мильтиаду. Мильтиад разработал план сражения и претворил его в жизнь.
Афинское войско заняло позицию на хребте Пентеликон, труднодоступном для нападения, и таким образом перекрыло дорогу от Марафона к Афинам. Персы, имевшие численное превосходство, не стали ни нападать на греков, ни пытаться их обойти. Датис решил посадить воинов обратно на корабли и высадить армию в Фалере, рядом с Афинами. После того, как большая часть персидской конницы и часть персидской пехоты были посажены на корабли, Мильтиад решил атаковать персов. Учитывая двукратное превосходство сил персов, Мильтиад во избежание окружения сильно растянул афинскую фалангу по фронту, укрепив фланги за счёт центра и сконцентрировав на них основные силы, а затем с помощью внезапной стремительной атаки использовал преимущество сомкнутого строя греческих гоплитов над рассыпным строем легковооружённых персов, поддерживаемых конницей и лучниками.
12 сентября 490 года до н. э. афиняне и платейцы неожиданно для персов атаковали их. Сомкнутый строй греческих гоплитов имел преимущество над рассыпным строем легковооружённых персов, поддерживаемых конницей и лучниками, поэтому греки поначалу теснили персов. Персидские всадники, ошеломлённые натиском греков, так и не смогли принять существенного участия в сражении. Центр греческого войска несколько отступил под давлением превосходящих персидских сил, но это было предусмотрено Мильтиадом. Он отдал приказ флангам развернуться и нанести удар в тыл прорвавшимся в центре персам. Это привело к окружению и истреблению значительной части сил противника. Оставшиеся в живых персы отступили к кораблям и немедленно вышли в море.
Отчалив от Марафона, персидские суда двинулись в обход Аттики, чтобы попытаться захватить Афины: ведь город оставался беззащитным, пока всё полисное ополчение находилось на поле боя, в 42 километрах от него. Однако Мильтиад тут же, без передышки после битвы, совершил со всем войском (оставив на месте лишь небольшой отряд во главе с Аристидом для охраны пленных и добычи) форсированный марш в полном вооружении к Афинам и оказался в них раньше, чем персидский флот. Увидев, что город хорошо охраняется, деморализованные персы, так ничего и не добившись, отправились обратно. Карательная экспедиция персов окончилась провалом.
Афиняне и платейцы под командованием Мильтиада одержали блестящую победу. В бою погибло 192 грека и 6400 персов. Победа подняла боевой дух афинян и впоследствии осталась в их памяти как символ величия Афин. Очень большую роль в победе сыграл Мильтиад. Но сограждане не были склонны должным образом признать его заслуги. Когда Мильтиад просил награждения масличным венком, ему отказали, намекнув, что победа одержана всеми воинами, а не только им одним. Граждане были убеждены в том, что победа при Марафоне — их общее дело, а не заслуга одного Мильтиада. Аристотель отметил, что именно после Марафонской битвы демос «стал чувствовать уверенность в себе». Честолюбивый Фемистокл часто повторял: «Лавры Мильтиада не дают мне спать». Данная фраза впоследствии стала крылатой.
Возможно, Мильтиад планировал стать тираном, опираясь на свой авторитет и недавно одержанную победу, но его позиции, как ни странно, после этого не стали более крепки.

### Экспедиция на Парос
около 550 до н. э. — рождение Мильтиада 
 524 до н. э. — убийство Кимона, отца Мильтиада 
 524/523 до н. э. — архонтство Мильтиада 
 520 до н. э. — начало тирании Мильтиада на Херсонесе Фракийском 
 513 до н. э. — Мильтиад становится вассалом персидского царя Дария I. Участие в Скифском походе. Скифы изгоняют Мильтиада из Херсонеса 
 около 510 до н. э. — Возвращение Мильтиада на Херсонес 
 493 до н. э. — Мильтиад вынужден бежать из Херсонеса. Возвращение в Афины. Суд над Мильтиадом. Избрание его стратегом 
 491 до н. э. — по инициативе Мильтиада убиты персидские послы 
 490 до н. э. — командование афинско-платейской армией в Марафонской битве 
 489 до н. э. — неудачаная экспедиция на Парос. Осуждение Мильтиада. Он приговорён к уплате большого денежного штрафа. Смерть Мильтиада
В 489 году до н. э. он предложил совершить морскую экспедицию на Кикладские острова под предлогом наказания за помощь персам. Реальными целями похода были грабёж островитян и обогащение за их счёт. Предположительно, Мильтиад ещё и преследовал личные цели, планируя захватить какой-нибудь остров и сделать его своим владением.
Он поплыл к Паросу. Прибыв туда, Мильтиад осадил их город и потребовал 100 талантов. Паросцы отказались и начали усиленно готовиться к обороне. Геродот передаёт версию паросцев о том, что он повредил себе бедро или колено, пытаясь святотатственно проникнуть в паросское святилище Деметры. На самом деле Мильтиад в ходе осады получил серьёзную рану, которая сначала показалась незначительной. Он снял осаду и отплыл в Афины, только разорив окрестности Пароса за 26 дней осады.
На родине соперники Мильтиада привлекли его к суду, обвинителем выступил Ксантипп. Он обвинил Мильтиада в измене, а наказанием за это должна была быть смертная казнь. Сам Мильтиад присутствовал в Народном собрании, но у него началось воспаление в бедре, и он лежал на ложе, а его сторонники выступали в его защиту. Им удалось добиться смягчения обвинительных формулировок. Он был признан виновным в «обмане народа» и приговорён к уплате большого денежного штрафа (50 талантов). Мильтиад не смог сразу же выплатить штраф и был зачислен в государственные должники. Должникам было запрещено участвовать в политической деятельности. Вскоре Мильтиад умер от раны, полученной при осаде Пароса. Некоторые древние авторы, в частности Геродот, писали, что Мильтиад умер в тюрьме, но это не соответствует действительности: государственных должников начали заключать в тюрьму уже после 400 года до н. э. Мильтиад был похоронен на Марафонской равнине.

## Личность

### Личная жизнь
Первой женой Мильтиада была некая афинянка, имя которой неизвестно. От их брака родился сын Метиох. Став тираном Херсонеса, Мильтиад женился на Гегесипиле, дочери фракийского царя Олора.
Метиох попал в плен к финикийцам, когда Мильтиад бежал в Афины. Финикийцы отвезли его к царю Дарию в Сузы. Дарий принял его благосклонно и «пожаловал ему дом, поместье и персиянку в жены». В их браке родились дети, которые уже считались персами. Возможно, персидский царь решил использовать Метиоха в качестве заложника. Если это так, то своей цели Дарий не достиг. В дальнейшем Мильтиад действовал так, как будто бы его сын вовсе и не был у персов.
От брака Мильтиада с Гегесипилой родился Кимон, ставший позже одним из самых влиятельных политиков Афин. Родной сестрой Кимона была Эльпиника, одна из самых скандально известных личностей своей эпохи. Она неоднократно подвергалась нападкам, её обвиняли в инцесте со своим братом, в близости с художником Полигнотом, в том, что и в целом она была непорядочной. Причиной такого неприязненного отношения было её активное участие в политике, так как в те времена участие женщины в таких делах считалось предосудительным. Эльпиника пережила Кимона и умерла после 439 года до н. э.

### Политические взгляды
Политические взгляды Мильтиада до конца не ясны. Он вырос во время тирании Писистратидов, когда позиции аристократии были очень сильны. Он происходил из древнего аристократического рода, представители которых не проявляли особых симпатий к демократии. Вернувшись в Афины, Мильтиад застал совершенно другую обстановку, очень отличающуюся от обстановки в начале его карьеры. Новые условия были для него необычными. В политике участвовала теперь не узкая прослойка аристократии, а весь народ Афин. Мильтиаду с этим было трудно смириться, но ему пришлось адаптироваться в новой обстановке.
Тем не менее Мильтиад почти сразу же после возвращения стал едва ли не лидером полиса. Его проспартанские и антиперсидские взгляды оказались наиболее приемлемыми в условиях нарастания персидской угрозы. После битвы при Марафоне, однако, его позиции были поколеблены. У него возникли противоречия с усилившимся демосом, и он воспринимался как слишком влиятельный политик, который при случае мог стать тираном. Поэтому сразу после провала паросской экспедиции Мильтиад стал объектом жестокости и мстительности афинян. Сформировавшись как личность в условиях архаического аристократического этноса, он не смог найти себе место в новых условиях демократических Афин.

## Память
Спустя некоторое время после смерти Мильтиада отношение к нему становилось всё более позитивным. Его сын Кимон внёс большой вклад в посмертную реабилитацию своего отца. В ходе реконструкции Агоры в Афинах (60-е годы V в. до н. э.), начатой по инициативе Кимона, была воздвигнута Расписная стоя. Живописец Полигнот изобразил на одной из картин Марафонскую битву. На первом плане выделялся Мильтиад, ободряющий солдат и подающий знак к битве.
Скульптор Фидий также внёс свой вклад в прославление Мильтиада. Он в те же годы создал в Дельфах скульптурную группу, которая по его замыслу должна была прославлять Афины и их победу при Марафоне. В этой группе есть скульптуры богов и героев, а единственным историческим лицом в ней является Мильтиад. Такое возвеличивание характерно и знаменательно.
В более поздних источниках Мильтиаду даются крайне положительные оценки. Он стал хрестоматийным примером недосягаемой доблести и патриотизма. Павсаний даже назвал его «первым благодетелем всего эллинского народа».
Мильтиад является персонажем нескольких исторических романов, в том числе «Дарий» Виктора Поротникова.
При раскопках в Олимпии был найден бронзовый шлем Мильтиада, находящийся ныне в местном археологическом музее.

### Исследования
- Курциус Э. История Древней Греции. — Минск: Харвест, 2002. — Т. 2. — 416 с. — 3000 экз. — ISBN 985-13-1119-7.
- Сергеев В. С. Глава IX. Греко-персидские войны // История Древней Греции. — М.: АСТ, 2008. — С. 319—322. — 926 с. — 3000 экз. — ISBN 978-5-17-052484-6.
- Суриков И. Е. Глава V. Мильтиад, или осужденный победитель // Античная Греция: политики в контексте эпохи: архаика и ранняя классика. — М.: Наука, 2005. — С. 212—271. — 351 с. — ISBN 5-02-010347-0. Архивировано 30 января 2016 года.
- Суриков И. Е. Глава IV. Кимон: аристократ, но не олигарх // Античная Греция: политики в контексте эпохи. — М.:: Наука, 2008. — 383 с. — ISBN 978-5-02-036984-9. Архивировано 21 мая 2012 года.
- Holland T. Persian Fire: The First World Empire and the Battle for the West. — New York: Doubleday, 2005. — ISBN 0385513119.